# 杨永瑞
杨永瑞（1933年—），河南开封人，中华人民共和国政治人物、外交官。
1953年，毕业于河南师范学院附属中学留学苏联，1959年毕业于莫斯科国际关系学院，获硕士学位，归国后到外交部工作。1985年，接替苗九锐，担任中华人民共和国驻乍得大使。1988年，由周振东接任。